# Vincent Yves Boutin
Vincent Yves Boutin (Le Loroux-Bottereau, 1772 – Siria, agosto 1815) è stato un militare francese, colonnello del genio della Grande Armée durante il primo Impero.

## Biografia
Nel corso della sua carriera realizzò diverse missioni di spionaggio in Nord Africa, fra le quali una nella Reggenza di Algeri, nel 1808, che servì poi come piano di invasione postumo per la conquista conquista dell'Algeria nel maggio 1830. Ebbe una relazione con la britannica  Lady Hester Stanhope che fece inviare una spedizione punitiva contro i colpevoli, quando Boutin scomparve dopo essere stato ucciso da banditi Hashashin in Siria nel 1813 o 1815. Ella dichiarò la sua ammirazione per l'esploratore più tardi in una lettera inviata al fratello della vittima.

## Missione a Costantinopoli (1807)
Nel 1807, a Costantinopoli, Boutin venne incaricato dall'ambasciatore di Francia, generale Horace Sébastiani, di approntare la difesa turca contro la flotta britannica comandata dall'ammiraglio John Thomas Duckworth. A seguito della reazione delle batterie costiere turche i britannici furono costretti a ritirarsi.

## Missione in Siria (1813-1815)
Mentre era in missione in Siria venne attaccato da una banda di predoni ed assassinato in quanto ritenuto in possesso di ingenti valori.